# Municipio de Apazapan
El municipio de Apazapan es uno de  los 212 municipios en que se divide el estado mexicano de Veracruz. Su cabecera es la localidad de Apazapan.

## Toponimia
El nombre de Apazapan se deriva del náhuatl Apas-a-pan, Apastli apaste o palangana indígena, Apan río, o en el agua, y se interpreta como “En el agua del apaste”.

## Geografía

### Localización
El municipio se encuentra en la zona centro de Veracruz, limita al norte con Emiliano Zapata, al sur con el municipio de Puente Nacional y Tlaltetela, al este con Emiliano Zapata y Puente Nacional y al oeste con Jalcomulco.

### Clima
En el territorio municipal se encuentran dos tipos de climas, cálido subhúmedo con lluvias en verano, de humedad media y cálido subhúmedo con lluvias en verano, de menor humedad, con una temperatura media de entre 22 y 26 °C con una precipitación media de entre 900 y 1100 mm.

## Flora y fauna
En el territorio municipal existen tejones silvestres, armadillos, conejos, zorros, jonotes, coralillos, topochos, mil peras, de cascabel y bejuquillos. También cuenta recursos forestales como lo es la madera de cedro.

## Economía
Un municipio predominantemente rural, con una economía concentrada en el sector terciario, dedicado al sector servicios, sin embargo, al encontrarse en el territorio la planta Apazapan de Cemento Moctezuma es una importante fuente de empleos. Al ser rural la población también se dedica a la agricultura. Los principales productos agrícolas son el maíz y el frijol.

## Gobierno y administración
El gobierno del municipio está a cargo de su Ayuntamiento, que es electo mediante voto universal, directo y secreto para un periodo de tres años que no son renovables para el periodo inmediato posterior pero sí de forma no continua. Está integrado por el presidente municipal, un síndico único y un regidor, electo por mayoría relativa. Todos entran a ejercer su cargo el día 1 de enero del año siguiente a su elección.

### Subdivisión administrativa
Para su régimen interior, el municipio además de tener una cabecera y manzanas, se divide en rancherías y congregaciones, teniendo estas últimas como titulares a los subagentes y agentes municipales, que son electos mediante auscultación, consulta
ciudadana o voto secreto en procesos organizados por el Ayuntamiento.
En el municipio se cuenta con seis congregaciones, las cuales son Chahuapan, Tigrillos, Cerro colorado, Agua caliente, Amelco, Mapaxtla, todas eligen sus comisarios ejidales por voto secreto.

### Representación legislativa
Para la elección de diputados locales al Congreso de Veracruz y de diputados federales al Congreso de la Unión, el municipio se encuentra integrado en el Distrito electoral local XIII Coatepec con cabecera en la ciudad de Coatepec y el Distrito electoral federal VIII Xalapa con cabecera en la ciudad de Xalapa-Enríquez.